# خمدان
خمدان (بالفارسية: خمدان) هي مستوطنة تقع في مقاطعة دير في بوشهر في إيران.